# Mandritsa
Mandritsa (Bulgaars: Мандрица; Albanees: Mandricë) is een dorp in het zuiden van Bulgarije. Het dorp is gelegen in de gemeente Ivaïlovgrad in de oblast Chaskovo en staat bekend als ‘het enige Albanese dorp in Bulgarije’.

## Geografie
Het dorp ligt 50–99 m boven zeeniveau, op de rechteroever van de Bjala reka in het Rodopegebergte, 15 km ten zuiden van Ivaïlovgrad en 2 km ten oosten van de rivier de Loeda reka (Grieks: Ερυθροπόταμος), die de grens met Griekenland vormt. Het dorp ligt hemelsbreed 77 km ten zuidoosten van Chaskovo en 273 km ten zuidoosten van Sofia.

## Geschiedenis

### Ottomaanse periode
Het dorp werd in 1636 gesticht door oosters-orthodoxe Albanese melkveehouders die werkzaam waren voor het Ottomaans leger. Ze mochten een stuk land uitkiezen en werden vrijgesteld van belastingen. Het grootste deel van de lokale Albaneesprekenden arriveerde in de 18e eeuw vanuit Korçë en Kolonjë (Albanië) en in de 19e eeuw vanuit de regio Souli in Epirus (Griekenland). De lokale bevolking hield vast aan hun nationale klederdracht, totdat in de 19e eeuw ‘fustanella’ werd vervangen door Thracische rijbroeken.
In de 19e eeuw was Mandritsa een groot dorp, waar vooral Grieks-identificeerde Albanezen woonden (Didymoteicho). In 1873 was het een dorp met 250 huishoudens en 1.080 inwoners, nagenoeg uitsluitend etnische Albanezen.

### Balkanoorlog
Mandritsa werd op 15 oktober 1912 overgenomen door Bulgarije tijdens de Eerste Balkanoorlog. Gedurende de Tweede Balkanoorlog werd het dorp weer bezet door de Ottomanen. Vanwege het Verdrag van Constantinopel werd het grondgebied uiteindelijk weer afgestaan aan Bulgarije. Een groot aantal inwoners vluchtte terug naar andere gebieden in het Ottomaanse Rijk, waar ze zes maanden als vluchteling bleven voordat ze in 1914 via Constantinopel en Rhodos naar Griekenland vertrokken.
Van de 480 families in de eerste jaren van twintigste eeuw bleven er slechts 40 in Bulgarije wonen, terwijl 100 zich vestigden in het dorp Hambarköy (Grieks: Αμπάρκιοϊ; Bulgaars: Хамбаркьой) nabij Kilkis, dat ter ere van hen tot ‘Mandres’ werd omgedoopt (Μάνδρες). Een aantal andere families vertrokken naar diverse dorpen in Grieks Macedonië en West-Thracië. In 1929 volgde een nieuwe emigratiegolf naar Griekenland. Tot de Tweede Wereldoorlog hielden de Albanese inwoners van Mandritsa en Mandres de onderlinge relatie sterk.

### Huidige periode
In de 21e eeuw is Mandritsa een leeglopend dorp met ongeveer 50 inwoners, waarvan een klein deel nog steeds een Toskisch dialect van het Albanees spreekt.
Mandritsa heeft twee kerken: de kleine kerk van St. Nedelja, gebouwd in 1708, een van de oudste kerken in de oostelijke Rhodopes, en de dorpskerk St. Demetrius, gebouwd in 1835, die gedeeltelijk is verwoest.

## Bevolking
Het dorp Mandritsa had bij een schatting op 31 december 2020 een inwoneraantal van 47 personen. Dit waren 5 mensen (-9,6%) minder dan 52 inwoners bij de officiële census van februari 2011. De gemiddelde jaarlijkse groei in die periode komt daarmee uit op -1,1%, hetgeen lager is dan het landelijk jaarlijks gemiddelde over deze periode (-0,63%). In de eerste helft van twintigste eeuw telde het dorp nog circa 1.000 inwoners.
- 1873 1080
Ottomaanse Rijk
- 1934 1005
Koninkrijk Bulgarije
- 1946 898
Volksrepubliek Bulgarije
- 1956 758
Volksrepubliek Bulgarije
- 1965 566
Volksrepubliek Bulgarije
- 1975 364
Volksrepubliek Bulgarije
- 1985 230
Volksrepubliek Bulgarije
- 1992 150
Republiek Bulgarije
- 2001 84
Republiek Bulgarije
- 2011 52
Republiek Bulgarije
- 2020 47
Republiek Bulgarije

- Koninkrijk Bulgarije
- Volksrepubliek Bulgarije
- Ottomaanse Rijk
- Republiek Bulgarije

Van de 52 inwoners die in 2011 werden geregistreerd, reageerden er slechts 5 op de optionele volkstelling. 4 van de 5 respondenten identificeerden zichzelf als etnische Bulgaren, terwijl 1 respondent een andere afkomst opgaf.
| Etnische samenstelling van de respondenten (2011) | Etnische samenstelling van de respondenten (2011) | Etnische samenstelling van de respondenten (2011) | Etnische samenstelling van de respondenten (2011) | Etnische samenstelling van de respondenten (2011) |
| ------------------------------------------------- | ------------------------------------------------- | ------------------------------------------------- | ------------------------------------------------- | ------------------------------------------------- |
|                                                   |                                                   |                                                   |                                                   |                                                   |
| Bulgaren                                          | Bulgaren                                          |                                                   | 80,0%                                             | 80,0%                                             |
| Turken                                            | Turken                                            |                                                   | 0,0%                                              | 0,0%                                              |
| Roma                                              | Roma                                              |                                                   | 0,0%                                              | 0,0%                                              |
| Anders/Onbekend                                   | Anders/Onbekend                                   |                                                   | 20,0%                                             | 20,0%                                             |

### Taal
Het Toskisch-Albanees dat door de Albanezen in Mandritsa (Bulgarije) en Mandres (Griekenland) werd gesproken, wijkt sterk af van het Albanees dat elders op het Balkanschiereiland wordt gesproken. Het gendersysteem (mannelijk en vrouwelijk) dat in alle varianten van het Albanees aanwezig is, is bijvoorbeeld uit het Albanese dialect van het Mandres verdwenen als gevolg van invloed van de Turkse taal gedurende de Ottomaanse periode.
In de jaren tachtig van de twintigste eeuw werd het Albanees in Mandritsa en Mandres alleen gesproken door de oudere generatie. In de 21e eeuw zijn er naar schatting minder dan een handjevol sprekers overgebleven, vooral als gevolg van culturele assimilatie met de etnische Bulgaren en Grieken in de naburige regio’s.
|                    | Een | Twee | Drie | Vier  | Vijf | Zes     | Zeven  | Acht | Negen  | Tien   |
| ------------------ | --- | ---- | ---- | ----- | ---- | ------- | ------ | ---- | ------ | ------ |
| Standaard Albanees | një | dy   | tre  | katër | pesë | gjashtë | shtatë | tetë | nëntë  | dhjetë |
| Mandritsa Toskisch | ni  | g'u  | tri  | kátrë | pésë | g'áštë  | štátë  | tétë | në'ntë | zjétë  |